# 多尔顿根杰
多尔顿根杰（Daltonganj），是印度贾坎德邦Palamu县的一个城镇。总人口71307（2001年）。

## 人口
该地2001年总人口71307人，其中男性37920人，女性33387人；0—6岁人口8938人，其中男4655人，女4283人；识字率75.79%，其中男性为80.58%，女性为70.36%。